# Les animaux amoureux
Les animaux amoureux es una película francesa, del tipo documental, dirigida por Laurent Charbonnier lanzada en 2007. 

## Sinopsis
De la banquisa a la sabana, pasando por la selva y los bosques de las regiones templadas a las cuatro esquinas del mundo, una visión general del comportamiento amoroso en los animales (bailes, cantos,...)

## Ficha técnica
- Título: Les Animaux amoureux
- Realización y escenario: Laurent Charbonnier
- Producción: MC4 Distribución, France 3 Cinéma, Les Productions JMH, TF1 International
- País: Francia
- Música: Philip Glass
- Género: Documental
- Duración: 1h25 min
- Año de producción: 2007
- Fecha de lanzamiento: 19 de diciembre de 2007

## Distribución
- Cécile de France: narración